# Controvèrsia sobre l'elaboració del foie gras
La controvèrsia sobre l'elaboració del foie gras ha esdevingut un dels episodis més combatius en la lluita pel benestar animal i dels drets dels animals. La producció de foie gras, consisteix en l'alimentació forçada d'ànecs o oques, els quals se'ls introdueix un embut per la gola d'uns 20-30 cm, alimentant-los en excés per tal d'aconseguir un estat patològic del fetge gras.
La controvertida alimentació forçada de les aus amb més menjar del que necessitarien en estat salvatge i amb més quantitat del que voluntàriament menjarien en condicions domèstiques diposita grans quantitats de greix al fetge, produint així la consistència greixosa que busquen alguns gastrònoms. Avui en dia aquesta tècnica de cria s'utilitza per produir magret d'ànec, confit d'ànec i foie gras.
Aquesta pràctica es qüestionada en particular per aquells que denuncien els efectes de l'alimentació forçada en el benestar de l'aviram, i està prohibida en alguns països. Cada cop més es procuren produir els mateixos productes mitjançant tècniques alternatives encara poc habituals i mes costoses, però èticament més admissibles pel conjunt de la societat.

## Història

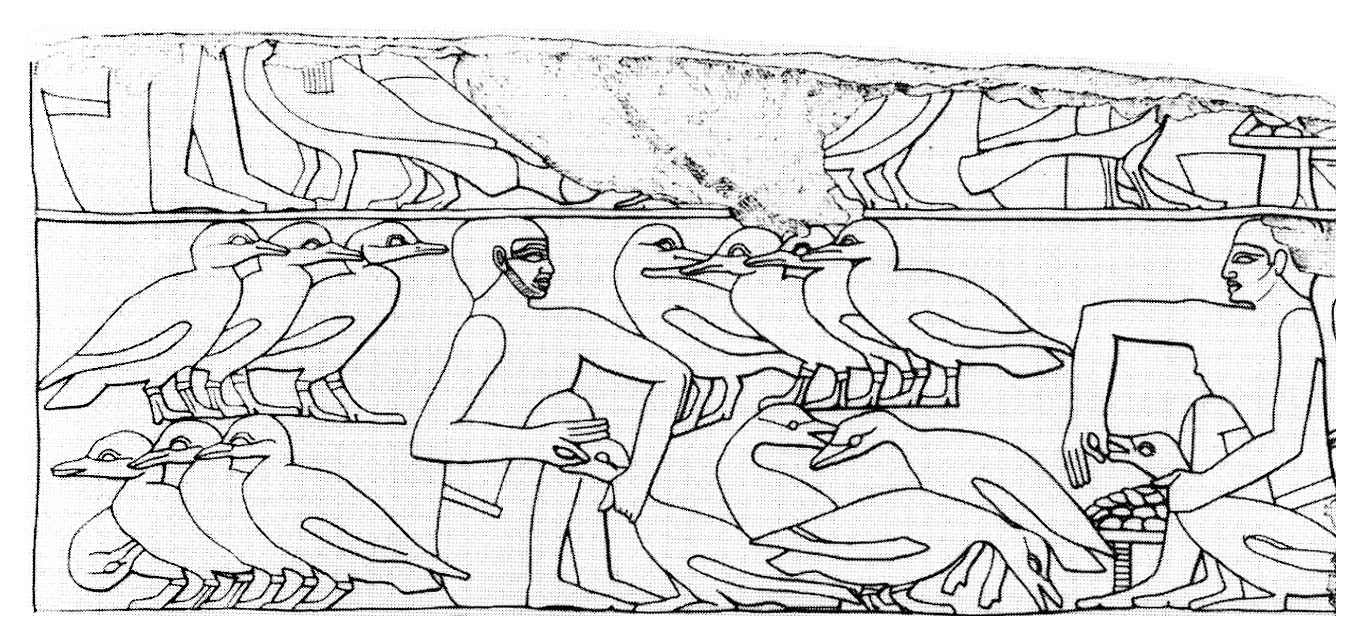
Baix relleu d'una necròpolis egípcia que mostra l'alimentació forçada de les oques.

A l'antic Egipte s'han trobat els frescos sepulcrals de 4.500 aC a Saqqarah, en els quals veiem com els egipcis alimentaven forçadament diverses espècies d'aus palmípedes, incloses les oques, amb una massa de pa bullida. L'alimentació forçada tenia com a objectiu obtenir animals molt grassos, que després eren rostits a l'aire lliure. Segons les dades conegudes, els òrgans de les aus: cor, pedrer i fetge eren substituïts al cos de les aus. Més tard la pràctica es va estendre per tota la regió mediterrània. El poeta grec Cratinos ho evoca al segle v aC.
La pràctica va continuar sota l'Imperi Romà. Plini el Vell evoca l'alimentació forçada de les oques amb figues seques, mentre que Cato el Vell a d'Agricolia descriu l'alimentació forçada de gallines i oques amb massa de flors de farina humida. Al segle iv, De re coquinaria d'Marc Gavi Apici va produir la seva primera recepta de foie gras. El fetge produït es va anomenar Jecur ficatum, que es tradueix literalment com a "fetge de figa". Els antics conservaven només el terme ficatum o figa pel seu nom, que va donar la forma figido al segle viii, després fedie, feie al s. XII i finalment "fetge". El terme jecur va desaparèixer gradualment i el terme ficatum es fa utilitzar per l'òrgan que es reconeixeria com a "figido" en el segle viii, per arribar a "fedie" o "feie" en el XII, i finalment foie en francès, fegato en italià, higado en espanyol, i fetge en català.
La pràctica va continuar després de la caiguda de l'Imperi Romà. A l'Alta Edat Mitjana i donada l'escassetat de productes làctics, des del segle viii, els agricultors més importants van mantenir ramats d'oca de certa mida. A l'edicte de Carlemany de De Villis, es considera que el número adequat per a grans explotacions és de 100 pollastres i 30 oques, i 50 gallines i 12 oques a les més petites.
A Europa central, a les comunitats jueves. Els jueus utilitzaven freqüentment greix d'oca per cuinar, ja que estava prohibit la carn i llard de porc. A més, els olis d'oliva i sèsam eren difícils d'obtenir a l'Europa occidental.
En l'Edat Moderna quan es va importar el blat de moro d'Amèrica a partir dels viatges de Colom es va utilitzar aquest cereal per alimentar les aus. A finals del segle xvi, el foie gras era present regularment a les taules aristocràtiques franceses. Tot i això, va ser només cap al segle xviii que el foie gras es va convertir en una delicatessen a França, i es van reportar nombroses receptes de diverses províncies com Bearn, Alsàcia i Perigord. Mentrestant, es van fer avenços tècnics importants, com ara l'ús del blat de moro en comptes del blat, l'ordi o altres cereals per l'alimentació, i l'embut de pistó, usat per fer baixar l'aliment basat en cereal, i que es va implementar per primer lloc al sud-oest de França.

## Espècies implicades

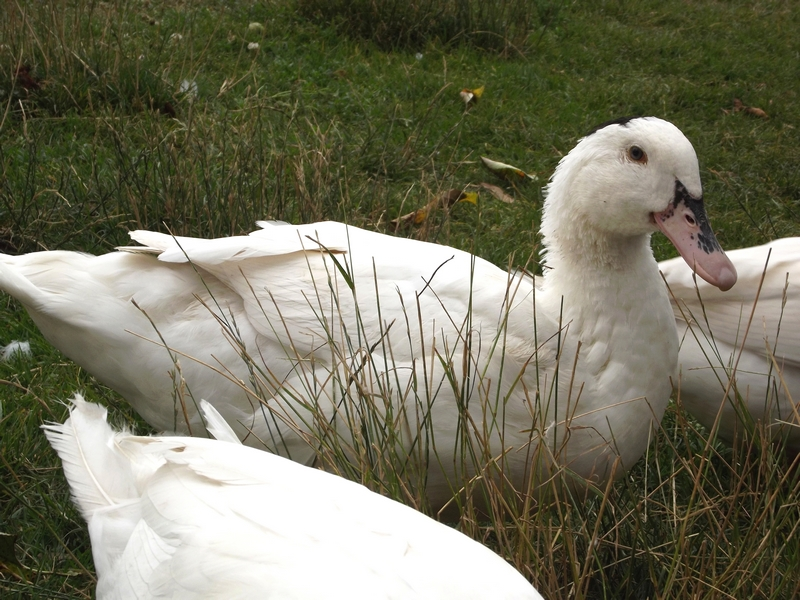
Ànec mulard: híbrid estèril de l'ànec mut i l'ànec de Pequín que es genera per inseminació artificial

Inicialment l'espècie escollida per la producció de foie gras era l'oca, però a partir del 1950 es va començar a utilitzar l'ànec per la facilitat en la seva cria. Les dades de producció de França del 1998 mostren un canvi radical en la productivitat de foie en una ràtio de 94% d'origen d'ànec i un 6% d'oca.
En l'actualitat, per motius d'optimització de la producció en la rapidesa de la generació del fetge greixós, l'espècie que mes s'utilitza es un híbrild entre ànec mut (Carina moschata) i ànec domèstic (Anas platyrhychos): l'ànec mulard. En el cas d'oques, l'espècie utilitzada és l'Anser anser amb selecció genètica prèvia. El mulard té el caràcter genètic no migratori del mascle i, per tant, no desenvolupa una acumulació de greix per a la migració, però te la facultat d'emmagatzemar greix per una falta perllongada d'aliments o per inducció forçada.

## Fases en la cria de les aus
L'inici del procés de producció del foie gras comença a les granges incubadores on naixien els pollets d'ànec i oca. Normalment són els mascles d`ànec mulard els que, per la seva major grandària congènita del fetge, s'utilitzaran per la producció del foie, mentre que les femelles s'utilitzen pel consum de carn.

### Criança
Els mascles nounats son cuidats fins als 21 dies d'edat. Les aus viuen en naus climatitzades que permetin el creixement pulmonar que els faciliti canviar d'etapa. L'alimentació es produeix de forma intensiva per tal d'afavorir un creixement muscular ràpid.

### Recriança

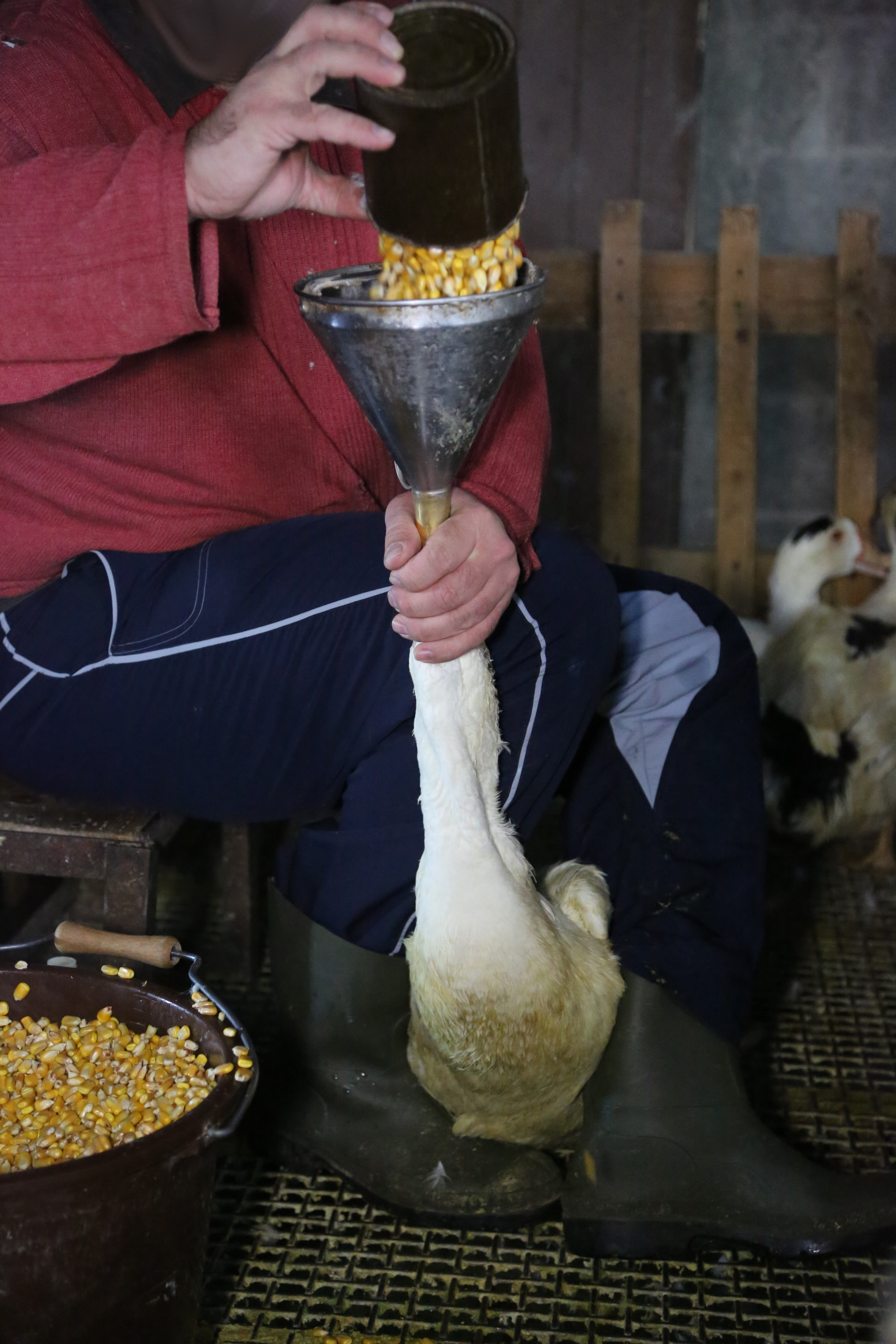
Fotografia presa per l'associació L214, d'una oca alimentada forçadament a través d'un embut el 2012.

Els animals es traslladen a espais a l'aire lliure durant nou setmanes. L'objectiu es el de dilatar l'esòfag al màxim per tal que puguin incorporar grans quantitats de menjar en cada ingesta. En una primera etapa (sisena setmana de vida) s'alimentaran amb pinso concentrat. Entre la quarta i octava setmana s'alimentaran amb nomes amb 180 grams de concentrat un cop al dia. Durant la segona fase, deu dies abans de l'engreix, s'incorpora una ració que va augmentant 20 grams cada dia fins a arribar a 380 grams. La composició dels aliments en aquesta fase es divideix en:20% blat de moro, 53% blat, 29% soja, 8% minerals i vitamines. El component fonamental es el midó (47,9%)Ç i la proteina (16,5%).

### Engreix
Es la fase en que s'aconsegueix el fetge gras a través de l'alimentació forçada i mitjançant un embut i amb una composició de nutrients específica. Sol durar entre 12 i 15 dies pels ànecs i entre 15 i 21 per les oques. Els primers prenen dues ingestes al dia, mentre que les oques en solen prendre tres. La quantitat d'aliment també va augmentant progressivament fins a arribar als 450 grams del darrer dia facilitats en dues preses.
La composició de l'aliment es fonamenta el blat de moro bullit amb greix per facilitar la ingesta. El cereal utilitzat ha de tenir un any d'antiguitat per facilitar la seva assimilació. S'afegeixen ferments làctics que limiten la generació d'enterococs i eviten els riscos de patir enteritis vinculada a una pobra digestió. El fetge resultant por arribar a pesar 6,5 kg.

### Procediment de l'alimentació forçada

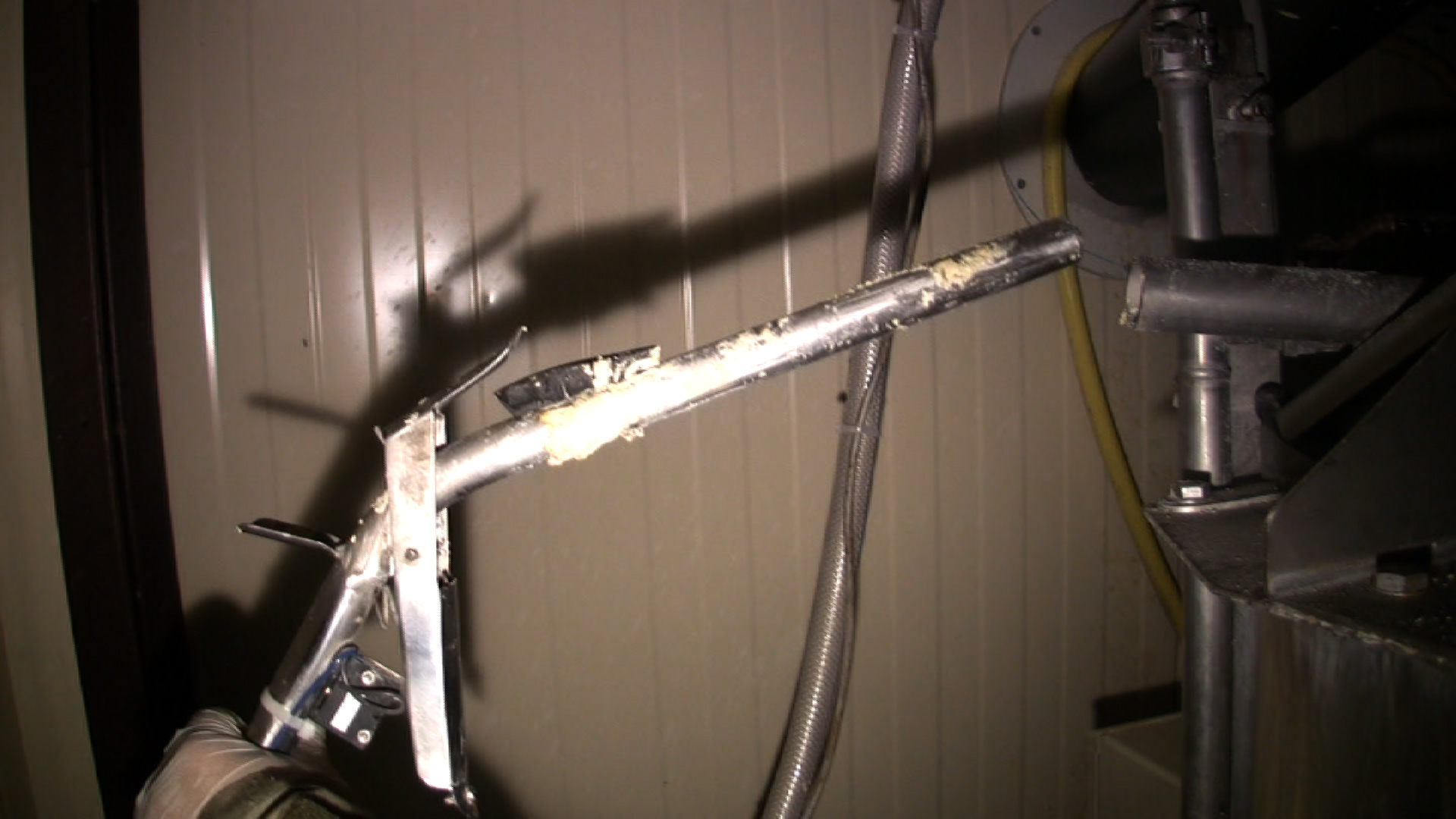
Embut utilitzat per l'alimentació forçada amb sistemes pneumàtics industrials en ànecs.

Mentre es procedeix a la tècnica de l'alimentació forçada, l'animal es retingut sense que es pugui moure. S'agafa el cap i se li posa un embut amb un tub d'uns 20 a 30 cm de longitud per la gola, a través del qual se li administra el menjar. Un cop acabat aquest procés se li retira l'embut per evitar danys en l'orofaringe o l'esòfag. Cal tenir en compte que les aus no masteguen el menjar, i tenen una gola molt elàstica que els permet emmagatzemar grans quantitats d'aliment a l'esòfag, on espera ser digerit per l'estómac,
Els continguts de les dietes ingerides solen estar formades per blat de moro, amb ingestes de dues tomes al dia, de forma sencera: cereals cuits barrejats amb greix animal (oca o llard), per lubricar-los i que passin millor per la gola i amb sal per facilitar la digestió; o aixafats: pasta de blat de moro constituïda per un 47% de farina de blat de moro, un 43% d'aigua a la qual s'hi afegeix grans de blat de moro, facilitant la seva ràpida assimilació. L'alimentació forçada també es pot fer amb pinsos complets (generalment un 80% de blat de moro, un 17% d'àpats i un 3% de vitamines i minerals) o blat de mongeta mixta (20% de mongetes).
A través de sistemes manuals el procés sol durar entre 45 i 60 segons. A partir de 1930 es van introduir els dispositius pneumàtics. La seva utilització permet que, a través d'un ordinador, es determini la quantiat d'ingesta per cada au segons el seu pes corporal, el procés es redueix a 2-3 segons. El tub ha de ser d'un diàmetre estret per evitar que malmeti l'aparell digestiu i el conducte de l'esòfag.
Els animals són conduïts a l'escorxador per ser sacrificats, per a la producció de foie gras o altres productes d'interès gastronòmic.

## Instal·lacions

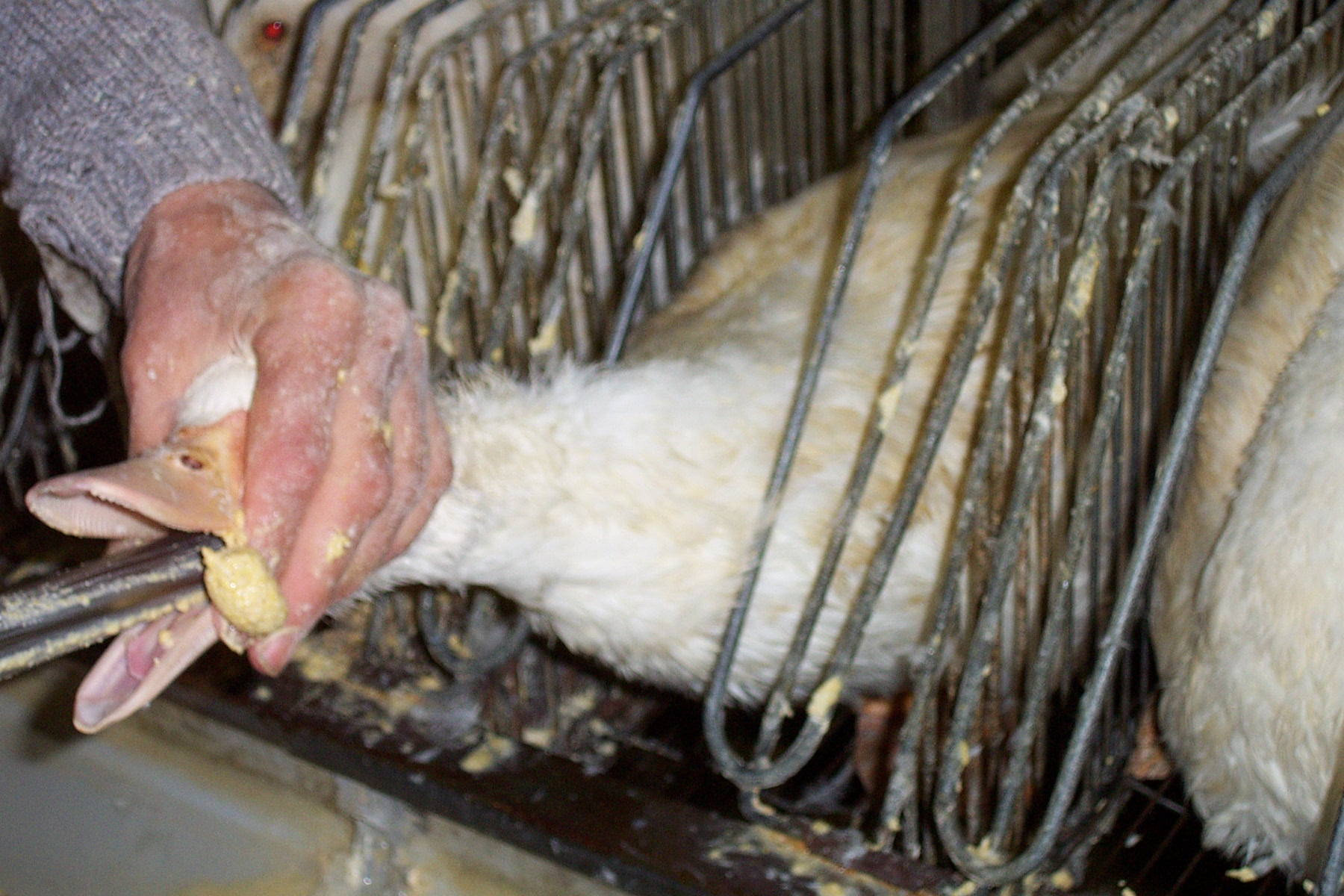
Alimentació forçada en una instal·lació de cria en bateria d'ànecs mulard documentat pel grup de defensa dels animals Gaia.(França)

El procés d'engreix forçat es pot portar a terme be en parcs oberts (free range) o semi-tancats i en gàbies en bateria o individuals. Durant el periode de criança i recriança els animals solen viure en espais oberts i amb accés lliure a l'exterior. En el període final de l'engreix els animals es tanquen en diversos tipus d'espais tot i que també poden utilitzar-se sistemes mixtos oberts i tancats.
Gàbies individuals: Espais de 20 a 21 cm d'ample, 40-50 cm de llarg, i 27-33 cm d'alt.amb el sostre i el frontal oberts per tal que els animals puguin beure i alimentar-se. Les aus estan en gàbies individuals amb terres de filferro o malla de plàstic que no els permeten mantenir-se erectes, donar-se la volta o batre les ales.
Gàbies en bateria: Tenen una base de terra de malla i filferro tenen una superfície de 1 m². La malla es de filferro, i la paret de malla fa 80 cm d'alçada. La part frontal de la gàbia està formada per barres per tal que l'animal puguin accedir a l'aigua. No tenen sostre i el sistema permet la contenció d'un animal alhora mentre se l'alimenta per la força. Hi caben entre 4 i 5 individus.
Corrals: Espais de 3 m2 fets amb malla de filferro i amb terres laminats. L'aigua es disposa d'un abeurador col·locat dins el corral. Permeten grups de 12-15 exemplars.

## Biologia hepàtica de l'alimentació forçada

Imatge histològica del fetge d'un ratolí alimentat amb una dieta rica en greix que li provoca l'esteatosi tant en micro (esquerra) com a nivell macrovessicular (dreta).

La tècnica d'alimentació forçada aprofita un mecanisme natural que, abans de la migració o en previsió d'escassetat d'aliments, fa que les aus acumulin el màxim de greix possible en el fetge. Aquest òrgan utilitzaria inicialment el greix com a reserva d'energia en forma de glicogen.
A través de la vena porta, el fetge canalitza la major part de nutrients absorbits pel sistema digestiu que seran metabolitzats i emmagatzemats. En l'òrgan hepàtic s'hi genera la bilis, que permet l'absorció de lípids en l'intestí prim. La secreció biliar té unes funcions molt rellevants en els òrgans dels éssers vius com: depuració de compostos nocius, metabolisme de les proteïnes, carbohidrats i lípids, emmagatzematge de vitamines i carbohidrats, formació de proteïnes plasmàtiques i inactivació de proteïnes polipeptídiques. La bilis ajuda a l'absorció dels greixos ingerits en la dieta i a la metabolització de substàncies com el colesterol. La producció de bilis està directament relacionada amb la quantitat d'ingesta de nutrients, produint l'absorció de greixos saturats, que són claus en la producció del foie gras.
En el cas dels ocells palmípeds migratoris es genera una gran reserva de greix en el fetge per poder resistir tot el viatge. Aquest procés, anomenat esteatosi hepàtica es dona de manera natural, i es reversible quan es gasten totes les reserves. El procés d'esteatosi es basa en la hipertròfia cel·lular de l'hepatòcit, que permet augmentar la lipogènesi i acumular els continguts de triglicèrids. Quan la producció de triglicèrids es superior a la seva oxidació, el fetge es torna greixós. Els triglicèrids acumulats només podran ser hidrolitzats o esterificats sota la influència del dejuni. Donat que la pràctica d'alimentació forçada pel foie gras no permet el dejuni, els triglicèrids aniran acumulant-se, augmentant la concentració plasmàtica de lipoproteines de baixa intensitat (VLDL). Quan el procés d'esteatosi es genera de manera natural en ànecs i oques salvatges, no provoca cap perjudici orgànic i les cèl·lules recuperen la seva conformació original quan la dinàmica migratòria de les aus s'estabilitza.
Segons alguns ornitòlegs especialitzats en aus migratòries com Alain Tamisier,les aus que migren com l'ànec collverd i l'oca salvatge, acumulen energia en forma de greixos, que està present en petites quantitats “al voltant” de les vísceres inclòs el fetge. Aquesta energia es troba principalment a la pell i al pit, garantint així la protecció contra el fred, una distribució equilibrada del sobrepès, i un ràpid ús de les reserves d'energia per part dels músculs durant el vol.

## Patologies derivades de l'alimentació forçada
Quan l'esteatosi hepàtica es produeix artificialment durant un llarg període (més de 15 dies) s'incrementen les lesions produïdes en el fetge de les aus. La capacitat metabòlica produeix una disfunció i provoca una fibrosi, oclusió dels vasos sanguinis, hemorràgies fecals i ictericia. En aquest estat ja es considera una patologia irreversible i, majoritàriament provoca sofriment i la mort de l'animal.
L'esteatosi també te altres efectes en la salut i benestar de les aus. S'ha demostrat les alteracions en valors bioquímics com els àcids grassos, fosfolípids, i colesterol. Algunes hormones com la tirosina, corticoesterona, testosterona, estradiol i les prostaglandines, també son alterades a causa de l'estrès, tot i que amb una nivells baixos per la seva detecció.
L'increment de pes dels animals els provoca dificultats de mobilitat i danys en les seves articulacions. Les lesions en les plantes de les potes, inflamacions de les extremitats i ulceres soles ser habituals. Les pododermatitis ulceratives poden causar infeccions greus i dolor important. Les fractures òssies son també un efecte rellevant derivat de l'augment de pes i falta de mobilitat dels animals. Estudis detecten una incidència entre un 30 i 70'% entre les carcasses analitzades en escorxadors degut a les disfuncions del metabolisme del calci i fòsfor que regulen la densitat òssia que genera les fractures. El contacte permanent de les aus en gàbies pot provoca alhora úlceres en l'estern.
Alteracions en el sistema digestiu poden aparèixer a partir de les tècniques d'intubació i la temperatura de le dietes de pinso utilitzades. Lesions en l'esòfag, hemorràgies, inflamacions en el coll i asfixia provoquen molt dolor degut als receptors desenvolupats del sistema orofaringeu de les aus.
Les patologies del comportament de les aus sotmeses a l'alimentació forçada tenen una importància molt rellevant degut als estudis fets darrerament. Estrès.por, problemes en l'expressió lliure de les emocions, incideixen alhora en la producció i qualitat del foie. La comparació entre animals subjectes a alimentació forçada i els que no ho son mostren com la mobilitat i capacitat de reacció dels animals i el sentiment de por i frustració es veu afectats.

## Regulacions sobre benestar
La societat contemporània ha anant prenent consciència del sofriment que pateixen els animals a causa de la seva explotació per part dels homes. A nivell europeu, ja en el Tractat d'Amsterdam de 1999, com en el posterior Tractat de Lisboa de 2007, consideren que els animals son éssers conscients i sensibles al sofriment. A partir d'aquí qualsevol legislació europea ha de tenir en compte aquestes consideracions, però encara no es considera la prohibició del patiment animal. En aquest sentit es important tenir en compte que l'Acord sobre l'Aplicació de Mesures Sanitàrias i Fitosanitàries de l'OMC no preveu que el benestar animal sigui utilitzat com un obstacle per lliure comerç. Així doncs, el bloqueig de productes alimentaris per motius de benestar podria ser causant de litigis que violairen el dret internacional de lliure comerç.
Tot i així s'han produït avenços pel que fa a la regulació europea. Cienfifcats rellevants del món occidental han preparat informes que han servit per donar resposta a una demanda social cada cop mes sensible a les qüestions del maltracte animal. Destaquem algunes normes com la Directiva 98/58/CE realtiva a la protecció dels animals en explotacions ramaderes, en la qual es regulen les mesures que els criadors han de prendre per assegurar el benestar animal i evitar-ne el sofriment innecessari. El 2008, la UE va promoure un Reglament CE 543/2008 que establia norrmes sobre la comercialitació de l'aviram i en el que es definia el foie gras amb uns estandards mínims i els requisits pel sacrifici animal i per l'emmagatzemament i etiquetatge de la carn.

### Informes científics
El 1998 Comitè Científic en Salut Animal i Benestar de la Comissió Europea (SCAHAW) va elaborar l'informe Welfare aspects of the production of foie gras in ducks and geese sobre les conseqüències de l'alimentació forçada en la salut i el benestar dels animals, recomanant la seva prohibició. Tot i que les conclusions eren desfavorabes a continuar practicant l'alimentació forçada, al no ser un document legislatiu els estats membres van fer cas omís a canvi de regular una mica mes la producció i benestar animal.
El 1999, el Comitè Permanent de la Convenció Europea sobre la protecció dels animals en les explotacionis ramaderes, especifica en el seu article 24 sobre les recomanacions sobre híbrids d'ànec mut que “Els països que autoritzen la producció de foie gras han d'incentivar estudis sobre els aspectes del benestar.i buscar mètodes alternatius que no impliquin la ingesta forçada d'aliments." Però en comptes de cercar alternatives ètiques a la producció del foie es va aconsellar mantenir la seva producció en zones considerades com "activitat tradicional".
Cal apuntar la contribució que Humane Society of the United States va fer en el seu informe del 2012 An HSUS Report: The Welfare of Animals in the Foie Gras Industry on mostra com l'alimentació forçada d'ànecs i oques per a la producció de foie gras fa que el fetge de les aus es converteixi en malalts i inflats, induint lipòdisi hepàtica; dolor i lesions per inserció de tubs per la seva alimentació; por i estrès i altres patologies de la funció de fetge. Es recopilen declaracions d'experts inclosos veterinaris que han examinat personalment aus alimentades de forma forçada, o revisant la seva necròpsia.

## Producció mundial

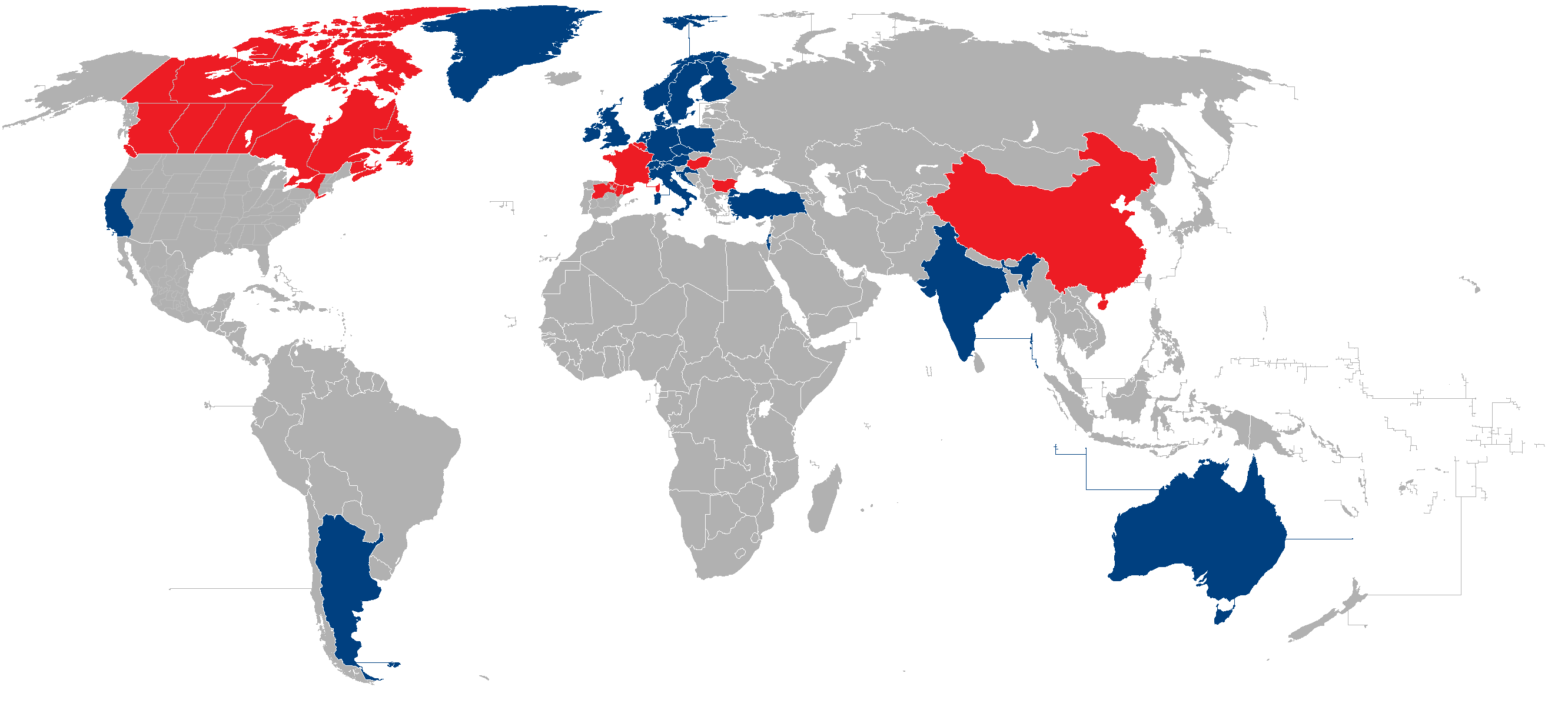
En blau països i regions on està prohibida la producció de foie gras, en vermell principals països i regions productores de foie gras.

França (73,9%) es el principal productor de foie gras a molta distància de la resta de països. Però degut a l'increment de demanda del producte s'hi han afegit altres productors com Hongria (13%), Bulgària (10,4%), Espanya (2,6%) i Bèlgica (0,1%).(4). La UE produeix al voltant del 90 % del foie gras del món. Els altres principals productors son Xina i Canadà. Els països europeus han fundat l'associació Euro Foie Gras (Féderation Europeenne du Foie Gras) com una federació europea que pretén defensar els interessos dels productors de foie. Segons Euro Foie Gras, al 2019 es van produir al voltant d'unes 22.700 tones de foie a la UE (21.550 tones de foie gras d'ànec i 1.150 tones de foie gras d'oca). El sector genera uns 50.000 llocs de treball directes a la UE, amb una facturació de 4.000 milions d'euros. El 2008 han elaborat unes normes que defensen els principis de benestar animal en el document "Carta Europea pera a la producció de palmípedes grases".
Als Estats Units també hi ha producció de foie gras sense alimentació forçada, però la pressió de les associacions de defensa dels animals es molt forta i el 2004 el Parlament de Califòrnia va aprovar una llei que prohibia la seva producció i comercialització. El 2019 el Tribunal Suprem dels Estats Units va validar la prohibició del la producció del foie gras a California. El novembre de 2019, l'Ajuntament de Nova York va adoptar un text que prohibia la comercialització de foie gras a partir del 2022. Qualsevol establiment tindrà prohibit formalment vendre, servir o fins i tot emmagatzemar foie gras. Els infractors passaran per una multa de 500 a 2.000 dòlars.
Espanya és el quart productor europeu de foie gras, per darrere de França, Bulgària i Hongria, i el segon consumidor a nivell mundial. Si han criat més d'un milió d'ànecs i ha produït més de 600 tones de foie gras el 2019. La Organización Interprofesional de Palmípedas Grasas (Interpalm) defensa els interessos dels productors nacionals. La comercialització dels productes derïvats de l'ànec i oca a nivell espanyol del 2019 va arribar a un 42% per exportació europea i el 58% a països tercers.

## Pressió social
Grups activistes dels drets i el benestar dels animals, com la Humane Society of the United States i l'Animal Legal Defense Fund, sostenen que els mètodes de producció de foie gras i l'alimentació forçada en particular constitueixen un tractament cruel i inhumà dels animals. S'han produt denúncies en concert sobre fetges inflats de forma desmesurada ren relació a la seva mida normal, la funció hepàtica deteriorada, l'expansió de l'abdomen dificultant la locomoció dels ocells, la mort si es continua l'alimentació forçada i les cicatrius a l'esòfag.
El 2001, el director del Departament d'Afers i Polítiques Públiques de l'Estat de Nova York de l'American Society for the Prevention of Cruelty to Animals, com un dels grups activistes ecologistes més importants d'Amèrica, va escriure una carta al llavors fiscal general de Nova York, Eliot Spitzer, demanant que els productors de foie gras de l'Estat fossin processats per violar els estatuts de crueltat animal.

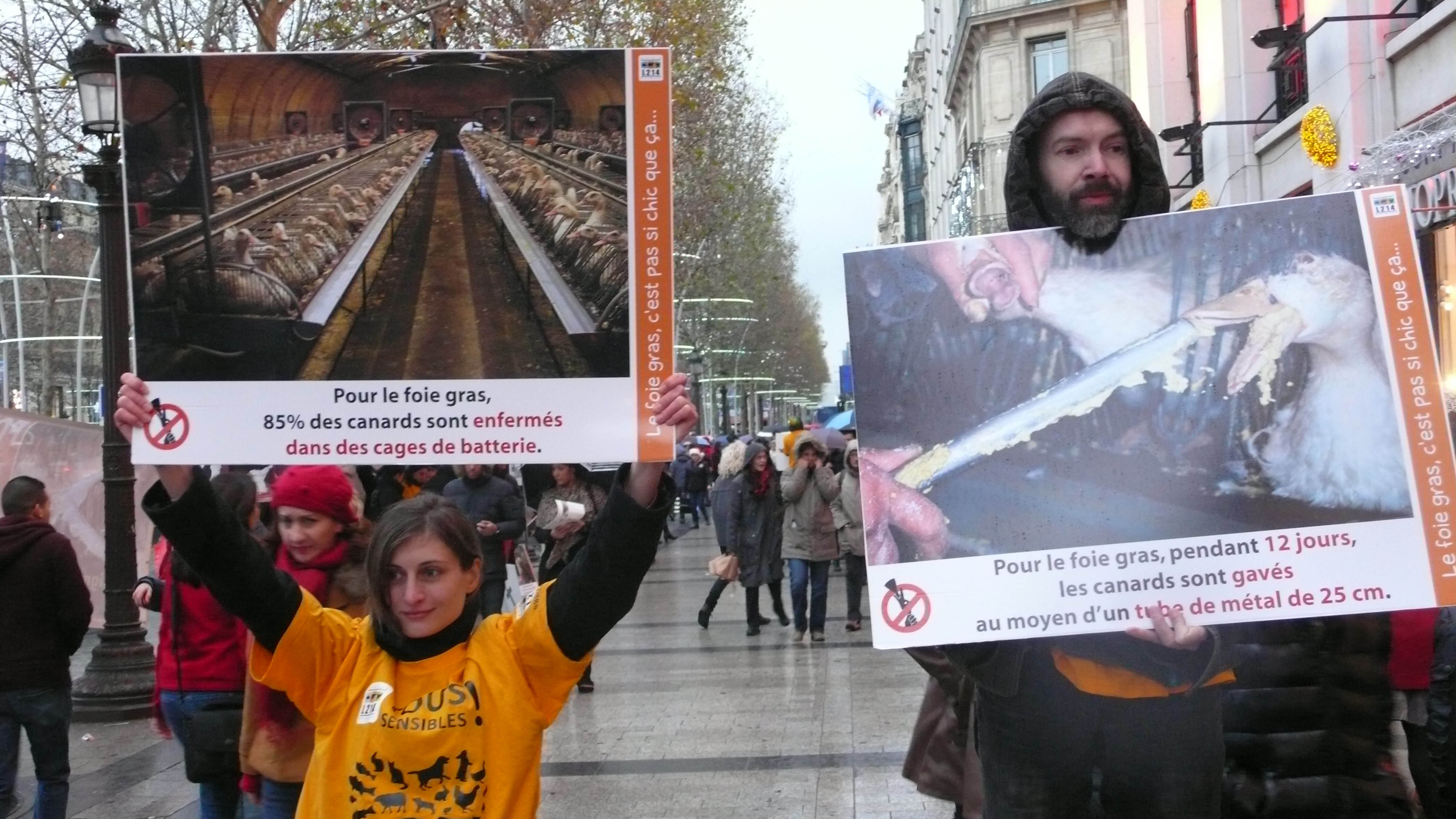
Manifestació de L214 als Camps Elisis (Paris) contra l'alimentació forçada d'ànecs i oques el 2011

A finals de 2003, el grup francès Stopgavage ("Iniciativa ciutadana per a la prohibició de l'alimentació forçada") va publicar la Proclamació per a l'abolició de l'alimentació forçada, que demanava als jutges que la producció de foie gras infringeix les lleis existents sobre el benestar dels animals. Per a aquest manifest Stopgavage reclama el suport de més de vuitanta associacions franceses de drets i benestar dels animals, més d'un centenar d'aquestes associacions procedents d'altres 25 països i més de 20 mil signants individuals.
Stopgavage, a través del seu president Antoine Comiti, ha criticat l'INRA (Instiut National de la Recherche Agronomique) per permetre als seus investigadors rebre subvencions de la indústria del foie gras per dur a terme investigacions destinades a contradir les conclusions de l'informe de la UE. Robert Dantzer, un investigador retirat de l'INRA, denominava els estudis de l'INRA "pseudociència" i "investigació de conveniència".
El 2005, les organitzacions APRL, IDA i PETA van publicar un vídeo narrat per Roger Moore en què es mostraven imatges que els grups realitzaven dins de les tres granges foie gras dels Estats Units i diverses de franceses.
PETA vol que aquesta pràctica cruel s'aturi. Diverses celebritats nord-americanes han donat la seva veu a aquesta campanya pública. Més recentment, a l'abril de 2009, PETA va llançar una carta escrita per l'actor de televisió i escenari Bea Arthur al xef de televisió Curtis Stone lamentant la pràctica del foie gras.
El 2014, l'organització Compassion in World Farming s'associa amb altres organitzacions com l'alemanya Albert-Schweitzer Foundation i l'organització francesa L214 per pressionar la Comissió de la UE i el Consell d'Agricultura de la UE perquè prenguin mesures contra la producció de foie gras.
El 2020, Igualtat Animal ha llançat una campanya amb el hashtag #STOPFOIEGRAS on s'ha preparat un reportatge amb imatges sobre la pràctica de l'alimentació forçada en oques i ànecs per la producció de foie gras, i considerant que "Cada any més de 1.150.000 ànecs i oques son sotmeses a l'alimentació forçada a Espanya per a que els seus fetges creixin fins a deu cops la seva mida normal i obtenir foie gras."

## Alternatives a l'alimentació forçada
Alguns criadors a França, Espanya, Quebec i els Estats Units alhora que practiquen la cria en llibertat lliures, han desenvolupat tècniques alternatives elaborades que els permeten produir i comercialitzar una fetge més gras que el fetge natural, obtingut sense alimentació forçada, mitjançant un sistema d'engreix lliure. Aquestes tècniques, considerades "ètiques", aprofiten l'instint golafre i el reflex atàvic de les oques que es reforcen naturalment en previsió de la migració a l'hivern. Una d'aquestes tècniques consisteix a alimentar-les amb gra il·limitat des del naixement, amb farinetes de blat de moro enrotllades en melassa un o dos mesos abans de la matança. Aquest menjar, que aquests animals "desitgen", se'ls serveix en petites quantitats, cosa que desencadena una certa por a esgotar les racions i els anima a menjar més.
A França, l'empresa Aviwell, creada el 2015 per investigadors de Tolosa especialitzada en microbiota intestinal, ha aconseguit desenvolupar un procés per produir fetges amb un pes de 350 grams de mitjana, sense sobre alimentar l'animal.
El criador radicat a Extramadura, Eduardo Sousa, ha portat a terme una cria en semi-llibertat i amb engreix natural. La seva empresa va rebre el premi “Coups de Cœur” del 2006 del Saló Internacional de l'Alimentació de París pel seu foie gras "ètic". El 2008 va ser objecte d'una elogiosa conferència TED, a càrrec del xef nord-americà Dan Barber.